# Grimpoteuthis megaptera
Grimpoteuthis megaptera là một loài bạch tuộc trong họ Opisthoteuthidae.